# Liceo classico statale Giulio Cesare
Il liceo classico statale "Giulio Cesare" è un istituto di istruzione superiore italiano che si trova a Roma nel quartiere Trieste.

## Storia

Una foto di classe d'epoca

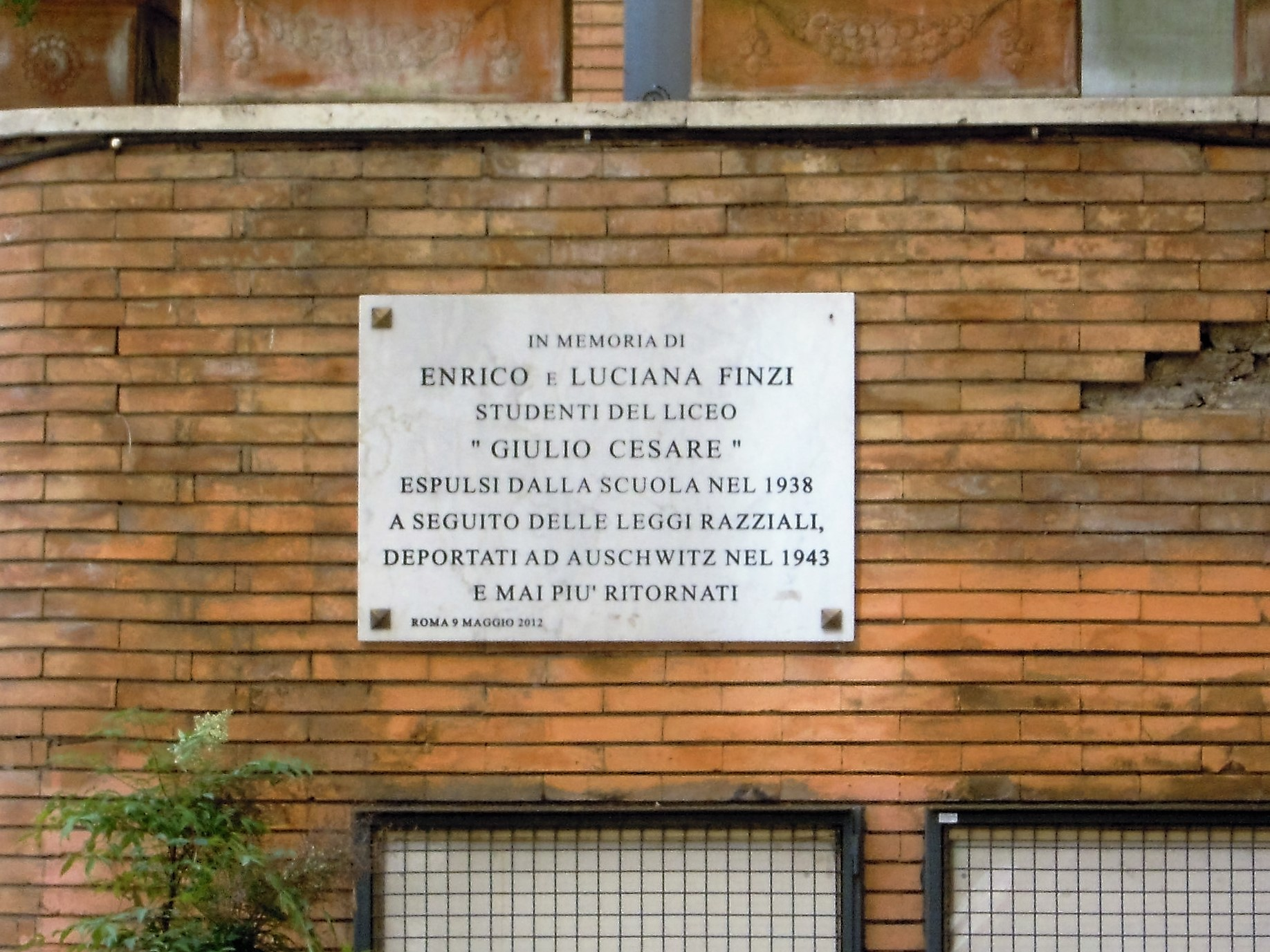
Lapide commemorativa dei fratelli Finzi espulsi nel 1938

Il liceo viene fondato il 1º ottobre 1933 col nome di regio liceo ginnasio Giulio Cesare, con sede centrale in piazza Indipendenza, e una succursale in via Cernaia. Primo preside fu nominato Guido Rispoli, che nel dopoguerra andrà a dirigere l'Ente per le biblioteche popolari e scolastiche italiane.
In seguito all'aumento della popolazione scolastica, venne edificata appositamente una nuova sede in corso Trieste, inaugurata da Benito Mussolini e da Giuseppe Bottai, allora Ministro dell'educazione nazionale, il 28 ottobre 1936 con una cerimonia solenne. L'edificio costituiva, oltre che un esempio dell'architettura razionalista del Novecento, anche il meglio dell'edilizia scolastica dell'epoca.
L'anno successivo un regio decreto permetteva l'istituzione di una borsa di studio dedicata ad Eva Luisa Forni, mentre la cassa scolastica si trasformava in ente morale. Negli anni trenta, dato l'aumentare della popolazione studentesca, viene aperta anche una sede distaccata nel vicino quartiere di Monte Sacro, la quale oggi non è più attiva.
Durante la seconda guerra mondiale vari ex-alunni del liceo caddero in battaglia; furono poste in ogni classe, sotto il crocifisso, le loro fotografie, e alcuni di loro sono ancora oggi ricordati attraverso targhe esposte nell'aula magna dell'istituto. Inoltre, il liceo si distinse per la solidarietà verso le forze combattenti, attraverso il soccorso ai soldati presso le stazioni ferroviarie di Tiburtina e di Termini e attraverso l'invio di somme di denaro, anche cospicue, destinate ai figli dei marinai caduti della nave da battaglia Giulio Cesare.
Dopo l'armistizio nel 1943, l'istituto fu prima occupato da un reparto della 10ª Divisione fanteria "Piave", seguito poi dalle truppe tedesche -le quali saccheggiarono la scuola, dagli arredi all'impianto di radiodiffusione- e, infine, dagli Alleati. Al termine del conflitto furono organizzati, ad opera del Ministero dell'assistenza postbellica, dei ricoveri di fortuna per i senzatetto presso le palestre.
Nel 1946 la scuola, materialmente rimpicciolita dall'istituzione nello stesso edificio della scuola media statale "Luigi Settembrini" -nata in seguito alla riforma Bottai in sostituzione del ginnasio inferiore-, fu ampliata per sopperire alla carenza di spazi ad opera del comune di Roma. Gli interventi realizzati, che alterarono fortemente la linearità architettonica originaria dell'edificio, portarono alla costruzione di nuove aule sopraelevate nel porticato del cortile centrale.
Il 28 maggio 1980, durante gli anni di piombo, davanti al liceo un commando terroristico appartenente ai Nuclei Armati Rivoluzionari (composto da Valerio Fioravanti, Giorgio Vale, Francesca Mambro, Luigi Ciavardini e Gilberto Cavallini) farà un attentato che porterà alla morte dell'appuntato di pubblica sicurezza Francesco Evangelista, detto "Serpico", colpito da sette pallottole, e al ferimento del suo collega Giuseppe Manfreda, entrambi in servizio di pattuglia davanti alla scuola con un altro collega.
Nel 1997 alcuni registi italiani hanno donato al liceo un cineproiettore per permettere la visione delle pellicole nell'Aula Magna. Il cineforum vede la partecipazione alle proiezioni degli stessi registi e attori. Federico Moccia vi ha ambientato e girato diverse scene del suo film Scusa ma ti chiamo amore, uscito nelle sale italiane nel 2008; nello stesso anno la giapponese NHK, la televisione di Stato del Giappone, durante le riprese per un documentario dedicato alla figura storica di Giulio Cesare, ne ha dedicato una parte al liceo romano.
Nel 2003 è stata costituita l'associazione degli ex alunni e dei docenti del liceo, avente sede presso l'istituto, della quale fanno parte anche molti tra gli alunni celebri della scuola.
Nel 2012, tramite una cerimonia alla presenza della preside e del ministro per la cooperazione internazionale e per l'integrazione (con delega alle politiche giovanili) Andrea Riccardi, è stata posta nel cortile principale del liceo, vicino all'entrata dell'istituto, una lapide in ricordo di Enrico e Luciana Finzi, fratelli vittime delle leggi razziali fasciste e studenti del Giulio Cesare, deportati ad Auschwitz il 16 ottobre del 1943 e mai più ritornati.

## L'edificio
L'ingresso è composto da un alto porticato in stile razionalista, che anticipa l'accesso al primo grande cortile, con l'entrata più grande di tutti i licei di Roma, al centro del quale si trova una statua bronzea di Giulio Cesare (Fonderia Laganà - Napoli), a cui il liceo è dedicato, riproduzione della scultura posta di fronte al Foro di Cesare su via dei Fori Imperiali, che a sua volta riprende una statua con corazza acefala rinvenuta negli scavi del Foro di Traiano ed esposta nel Museo dei Fori Imperiali.
La costruzione è organizzata in tre piani di altezza, un piano terra e un piano seminterrato. All'interno sono ospitati il "Museo della scuola" e il "Musis" (Museo della Scienza e dell'Informazione Scientifica, presente anche in altri istituti superiori romani).